# Удобный (Мордовия)
Удобный — посёлок в Старошайговском районе Мордовии в составе Конопатского сельского поселения.

## География
Находится на расстоянии примерно 28 километров по прямой на восток от районного центра села Старое Шайгово.

## История
Упоминается с 1914 года, когда он был учтен как деревня Саранского уезда из 23 дворов.

## Население
Постоянное население составляло 17 человек (русские 100 %) в 2002 году, 4 в 2010 году.